# Partido Pirata Luxemburgués
El Partido Pirata Luxemburgués (en luxemburgués: Piratepartei Lëtzebuerg, alemán: Piratenpartei Luxemburg, francés: Parti pirate du Luxembourg) es, como indica su nombre, un partido político pirata registrado en Luxemburgo.

## Ideología
El partido sigue la doctrina política pirata desarrollada por el Partido Pirata Sueco. Defiende los derechos de los ciudadanos, mejorar la protección de datos y privacidad para las personas físicas, más transparencia en el gobierno, acceso gratuito a la información y educación. Más allá de esto, exige una revisión a fondo de los derechos de autor y las leyes de patente, y se opone a todo tipo de censura. Un principio fundamental es la democracia de base, que brinda a cada miembro la posibilidad de ayudar a dar forma al futuro del partido. El partido es fuertemente pro-UE. Es miembro de la Internacional de Partidos Pirata, es una organización internacional de partidos de ideología pirata.

## Resultados electorales
| Año  | Votos        | %    | Resultado | +/- | Gobierno           |
| ---- | ------------ | ---- | --------- | --- | ------------------ |
| 2013 | 96.270 (#7)  | 2,94 | 0/60      |     | Extraparlamentario |
| 2018 | 227.549 (#6) | 6,45 | 2/60      | 2   | Oposición          |
| 2023 | 253.554 (#6) | 6,74 | 3/60      | 1   | Oposición          |